# Тримальні конструкції

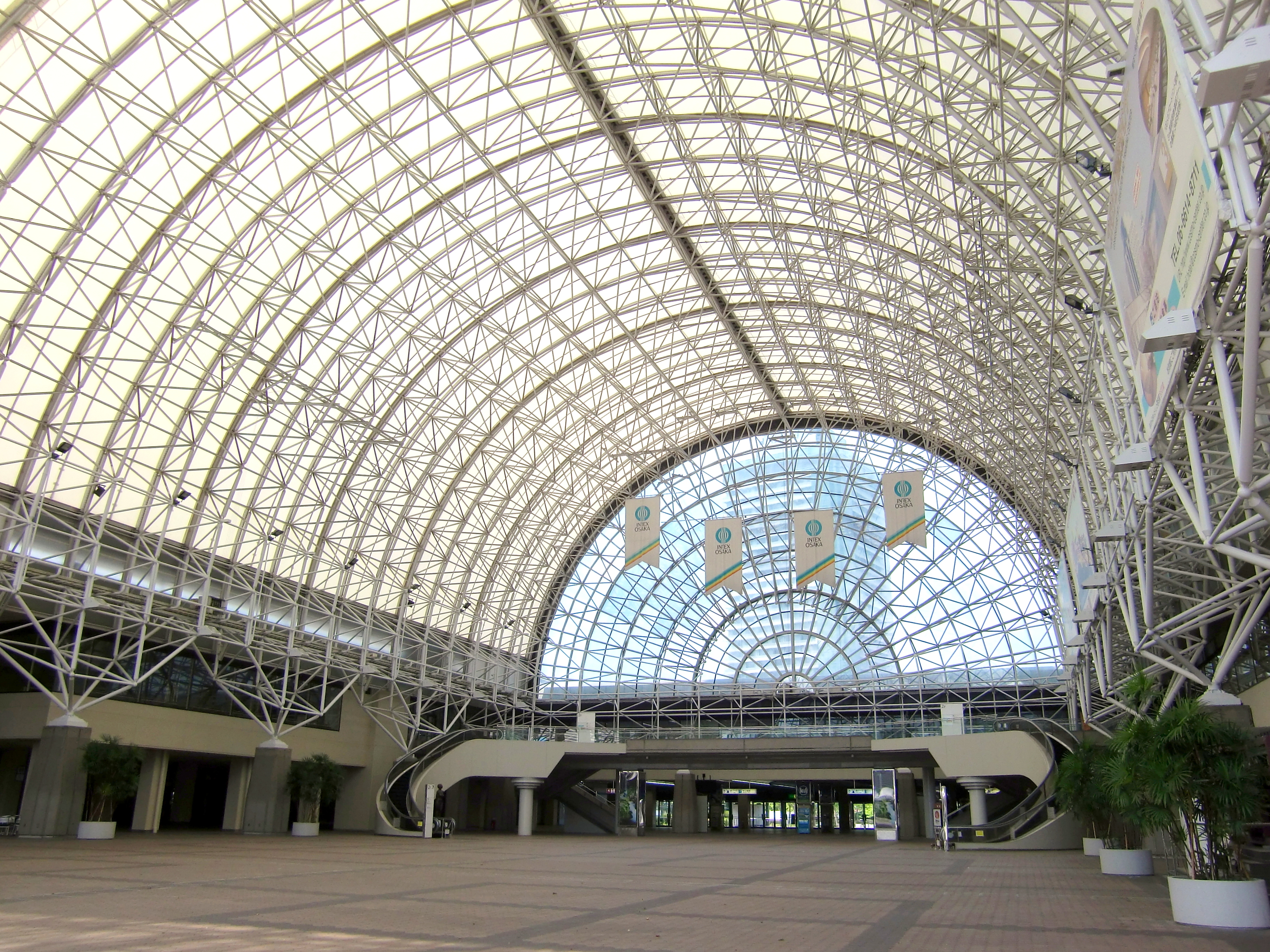
Тримальна металева конструкція Виставкового центру у місті Осака (Японія)

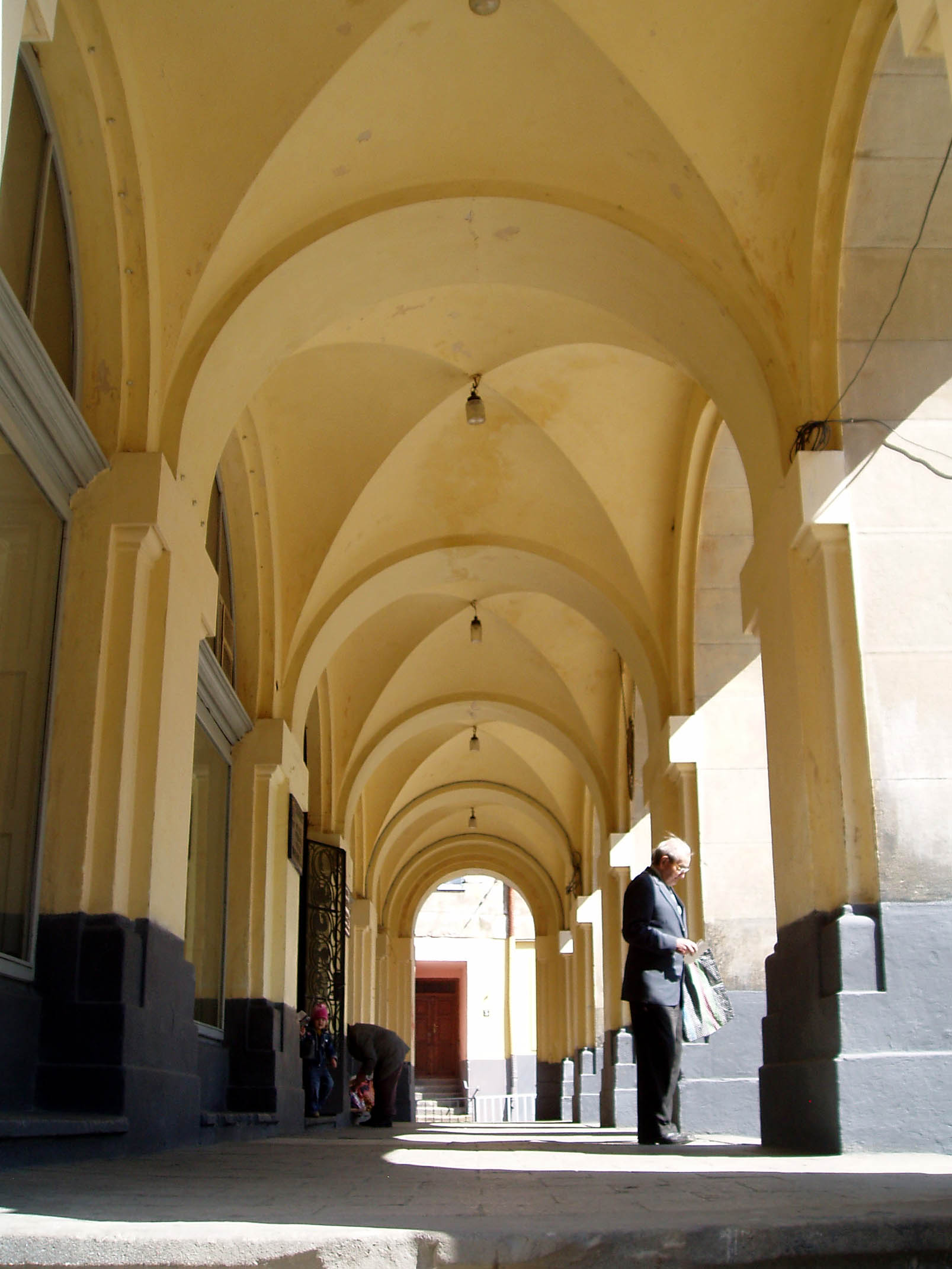
Тримальна аркова будівельна конструкція в будинку на площі Данила Галицького у Львові

Нéсні конструкції або трима́льні або несучі — будівельні конструкції, що сприймають тимчасове та/або постійне навантаження від власної маси, маси снігу, тиску вітру й передають ці навантаження на стіни або окремі опори. Несні конструкції, що становлять базовий каркас будинку або споруди, забезпечують їхню надійність і довговічність.
Починаючи з 2010-х років, в український будівельній термінології замість русизму "несучий" в офіційних нормативних документах (ДБН та ДСТУ) використовують український термін "несні". Тобто правильними вважаються терміни "несна конструкція" та "несна здатність". Серед нормативів, що використовують термін "несні": ДСТУ 9233:2023 "Профілі сталеві холодногнуті несні та армувальні конструктивних елементів будівель та споруд. Загальні технічні умови", ДБН В.2.2-7:2024 "Будівлі і споруди для зберігання пестицидів та агрохімікатів. Основні положення", ДБН В.2.3-26:2024 "Мости і труби. Проєктування сталевих конструкцій" та багато інших.

## Види
Розрізняють тримальні конструкції вертикальні, що сприймають переважно стискальні зусилля (колони, фундаменти, опорні стіни тощо), і горизонтальні, що перебувають під дією переважно розтягальних (мембрани, ванти, підвіски) або згинальних (наприклад, панелі і балки перекриттів) зусиль. Є тримальні конструкції: лінійні (арки, балки, ферми, колони, ригелі, відтяжки), площинні (плити, панелі, настили) і просторові (куполи, оболонки, склепіння,); суцільні і ґратчасті.
Тримальні конструкції виготовляють з бетону, залізобетону, сталі, каменю, пластичних мас, деревини. Перспективними є конструкції з легких сплавів, пневматичні будівельні конструкції.

## Розрахунок
Тримальні конструкції розраховують на міцність, жорсткість, стійкість і витривалість (металеві тримальні конструкції). Якщо тримальні конструкції є одночасно і загороджувальними конструкціями, їх товщину визначають з урахуванням теплотехнічних і звукоізоляційних вимог.